# Thymus orespedanus
Thymus orespedanus là một loài thực vật có hoa trong họ Hoa môi. Loài này được Villar miêu tả khoa học đầu tiên năm 1934.